# Calvor
Calvor(llamada oficialmente Santo Estevo de Calvor) es una parroquia española del municipio de Sarria, en la provincia de Lugo, Galicia.

## Otras denominaciones
La parroquia también es conocida por los nombres de San Estebo de Calvor y San Estevo de Calvor.

## Organización territorial
La parroquia está formada por cinco entidades de población:
- Aguiada
- Barxa (A Barxa)
- Cal (A Cal)
- Perros
- Pintín

## Demografía
| Gráfica de evolución demográfica de Calvor entre 2000 y 2021 |
|                                                              |
| Datos según el nomenclátor publicado por el INE.             |